# Sociología del trabajo
La sociología del trabajo tiene como objeto de estudio el mercado laboral y todas las problemáticas a él asociadas. Es una rama de la sociología económica. 

## Metodología de investigación
Los principales estudios de sociología del trabajo llegan del extranjero, como aquellos de Mark Granovetter sobre la asignación de los puestos de trabajo a través de la utilización de vínculos débiles o de vínculos fuertes en los dos famosos artículos de 1973 y 1974, respectivamente La fuerza de los vínculos débiles; y Conseguir un trabajo: un estudio de contactos y carreras [Granovetter, 1973 y 1974], los estudios sobre el management y sobre las organizaciones de trabajo: del taylorismo a la sociedad de los servicios [Butera, 2007]. La sociología del trabajo está estrechamente relacionada con la sociología de la organización y la sociología económica, porque con estas comparte uno de los principales ámbitos de interés para la investigación: el trabajo. 
La Sociología del Trabajo es una dimensión importante de la Sociología, porque analiza con métodos cuantitativos a través del empleo de la estadística [Goldthorpe 2002] y cualitativos (sobre todo el método de los estudios de workplace), el mercado laboral y las relaciones sociales que se generan en este.
El principal objetivo es estudiar los fenómenos socialmente relevantes y encontrar, en lo posible, soluciones prácticas para las problemáticas relacionadas con el trabajo. Se han realizado unos importantes estudios sobre la condición de los jóvenes y de las mujeres en el mercado laboral (fue la responsable del Ministerio de Igualdad Laura Balbo, socióloga, a utilizar el concepto de doble presencia para describir la situación femenina en la sociedad del posguerra hasta los últimos años), con particular atención en el fenómeno del precariato con la difusión de trabajos atípicos, entre los cuales: trabajo a tiempo parcial, trabajo por encargo, contratos temporales, trabajo ocasional y así sucesivamente. [Reyneri, 2005; Saraceno 2003].
La ayuda de Clara Saraceno (en italiano) ha sido muy importante, ya que ha realizado un estudio sobre la pobreza en Italia, a través de análisis cuidadosas de tipo sociológico y jurídico, después de la promulgación de la Ley 30 (Ley Biagi) sobre los efectos de las normativas relacionadas con las facilidades para las madres trabajadoras y para los padres. Importante objeto de análisis de sociología del trabajo es también la cuestión de la migración económica, y por lo tanto todas las problemáticas relacionadas con el acceso y la integración en el mercado laboral del contexto de inserción. Normalmente la sociología del trabajo está flanqueada en manera muy fuerte por los estudios sobre las profesiones, y por eso sobre determinadas categorías de trabajadores y sobre el estudio de las trayectorias profesionales.[cita requerida]
En este sentido, la sociología del trabajo entrelaza sus análisis con la sociología de las migraciones, los estudios de género y con el derecho laboral.[cita requerida]